# Гна
Гна — в скандинавській міфології — богиня, служниця Фрігг. Використовується останньою як посланець і вісник. Відома також як богиня трансформації, яка підіймає свідомість на недосяжну висоту. Водночас існує точка зору, що вона, як й дві інші супутниці Фрігг, є насправді не самостійною асинею, а лише втіленням самої Фрігг.